# Tuffi ai XVI Giochi panamericani - Piattaforma 10 metri sincro maschile
Il concorso dei tuffi dalla piattaforma 10 metri sincro femminile dei XVI Giochi panamericani si è svolto il 28 ottobre 2011 presso il Scotiabank Aquatics Center di Guadalajara in Messico.

## Programma
| Data            | Ora           | Evento |
| --------------- | ------------- | ------ |
| 28 ottobre 2011 | 19:30 (UTC-5) | Finale |

## Risultati
| Class   | Atleti                               | Nazione     | Punti  |
| ------- | ------------------------------------ | ----------- | ------ |
| Oro     | Iván García Navarro Germán Sánchez   | Messico     | 479.88 |
| Argento | Jeinkler Aguirre José Antonio Guerra | Cuba        | 447.57 |
| Bronzo  | Kevin Geyson Eric Sehn               | Canada      | 399.93 |
| 4       | Thomas Finchum Drew Livingston       | Stati Uniti | 391.92 |
| 5       | Víctor Ortega Juan Rios              | Colombia    | 385.68 |
| 6       | Rui Marinho Hugo Parisi              | Brasile     | 373.65 |
| 7       | Edickson Contreras Enrique Rojas     | Venezuela   | 362.64 |